# Tornei di tennis femminili nel 1944
Prima della nascita del WTA Tour, ossia l'apertura alle tenniste professioniste dei tornei che prima di quell'anno erano riservati alle tenniste dilettanti, tutti gli eventi più importanti erano amatoriali, tra questi c'erano i tornei del Grande Slam. A causa della seconda guerra mondiale la maggior parte dei tornei furono cancellati, gli altri si disputarono lontano dagli scenari bellici: tra questi c'era lo U.S. National Championships, unico torneo dello Slam disputato durante la guerra.

## Gennaio
| Settimana | Torneo                                                                     | Vincitore        | Finalista | Semifinalisti | Eliminati ai quarti |
| --------- | -------------------------------------------------------------------------- | ---------------- | --------- | ------------- | ------------------- |
| gennaio   | India International Championships 1944 Allahabad, India Singolare - Doppio | Laura Woodbridge | Maguire   |               |                     |
| gennaio   | India International Championships 1944 Allahabad, India Singolare - Doppio |                  |           |               |                     |

## Febbraio
Nessun evento

## Marzo
| Settimana | Torneo                                                      | Vincitore                                       | Finalista                                | Semifinalisti | Eliminati ai quarti |
| --------- | ----------------------------------------------------------- | ----------------------------------------------- | ---------------------------------------- | ------------- | ------------------- |
| 29 marzo  | US Indoors 1944 Chensut Hill, USA Indoor Singolare - Doppio | Kay Winthrop 6-0 7-5                            | Helen Rihbany                            |               |                     |
| 29 marzo  | US Indoors 1944 Chensut Hill, USA Indoor Singolare - Doppio | Katherine Winthrop Virginia Johnson 3-6 8-6 6-0 | Mary Jane Donnalley Norma Taubele Barber |               |                     |
| 29 marzo  | US Indoors 1944 Chensut Hill, USA Indoor Singolare - Doppio | Doppio misto: Judy Atterbury Albert Stitt       | Norma Taubele Barber Harrison Rowbotham  |               |                     |

## Aprile
| Settimana | Torneo                                                         | Vincitore                                             | Finalista                      | Semifinalisti | Eliminati ai quarti |
| --------- | -------------------------------------------------------------- | ----------------------------------------------------- | ------------------------------ | ------------- | ------------------- |
| aprile    | Bermuda Championships 1944 Bermuda, Bermuda Singolare - Doppio | Babs Freisenbruch 6-1 6-3                             | Gladys Hutchings               |               |                     |
| aprile    | Bermuda Championships 1944 Bermuda, Bermuda Singolare - Doppio |                                                       |                                |               |                     |
| aprile    | Bermuda Championships 1944 Bermuda, Bermuda Singolare - Doppio | Doppio misto: Gladys Hutchings James Skelton 6-3 10-8 | Babs Freisenbruch Brownlow Eve |               |                     |

## Maggio
| Settimana | Torneo                                                                     | Vincitore                                               | Finalista                               | Semifinalisti | Eliminati ai quarti |
| --------- | -------------------------------------------------------------------------- | ------------------------------------------------------- | --------------------------------------- | ------------- | ------------------- |
| 28 maggio | River Plate Championships 1944 Buenos Aires, Argentina Singolare - Doppio  | Maria Teran de Weiss 6-0 4-6 6-2                        | Felissa Piedrola                        |               |                     |
| 28 maggio | River Plate Championships 1944 Buenos Aires, Argentina Singolare - Doppio  | Denise Zappa Felissa Piedrola 6-2 6-4                   | Maria Teran de Weiss Beatriz de Edwards |               |                     |
| 28 maggio | River Plate Championships 1944 Buenos Aires, Argentina Singolare - Doppio  | Doppio misto: Felissa Piedrola Augusto Zappa 6-4 6-3    | Heraldo Weiss Maria Teran de Weiss      |               |                     |
| 28 maggio | Southern California Championships 1944 Los Angeles, USA Singolare - Doppio | Louise Brough 3-6 6-2 -6-3                              | Pauline Betz                            |               |                     |
| 28 maggio | Southern California Championships 1944 Los Angeles, USA Singolare - Doppio |                                                         |                                         |               |                     |
| 28 maggio | Southern California Championships 1944 Los Angeles, USA Singolare - Doppio | Doppio misto: Louise Brough George Richards 3-6 6-4 6-3 | Patricia Todd William Canning           |               |                     |

## Giugno
| Settimana | Torneo                                                                       | Vincitore                                         | Finalista                           | Semifinalisti | Eliminati ai quarti |
| --------- | ---------------------------------------------------------------------------- | ------------------------------------------------- | ----------------------------------- | ------------- | ------------------- |
| 19 giugno | US Clay Court Championships 1944 Detroit, USA Terra rossa Singolare - Doppio | Dorothy Bundy Cheney 7-5 6-4                      | Mary Arnold Prentiss                |               |                     |
| 19 giugno | US Clay Court Championships 1944 Detroit, USA Terra rossa Singolare - Doppio | Pauline Betz Doris Hart 8-6 6-3                   | Mary Arnold Prentiss Catherine Wolf |               |                     |
| 26 giugno | Tri-State Championships 1944 Cincinnati, USA Terra rossa Singolare - Doppio  | Dorothy Bundy Cheney 7-5 6-4                      | Pauline Betz                        |               |                     |
| 26 giugno | Tri-State Championships 1944 Cincinnati, USA Terra rossa Singolare - Doppio  | Dorothy Bundy Cheney Mary Arnold Prentiss 6-3 6-2 | Pauline Betz Gloria Thompson        |               |                     |

## Luglio
| Settimana | Torneo                                                                                  | Vincitore                                             | Finalista                               | Semifinalisti | Eliminati ai quarti |
| --------- | --------------------------------------------------------------------------------------- | ----------------------------------------------------- | --------------------------------------- | ------------- | ------------------- |
| 2 luglio  | Southern Championships 1944 Atlanta, USA Singolare - Doppio                             | Joe Hunt 6-4 6-2                                      | Sarah Comer                             |               |                     |
| 2 luglio  | Southern Championships 1944 Atlanta, USA Singolare - Doppio                             | Florence Camp Gibson Louise Fowler 6-4 6-3            | Sarah Moore Florence Camp Gibson        |               |                     |
| 2 luglio  | New Jersey State Championships 1944 Hackensack, USA Singolare - Doppio                  | Norma Taubele Barber 6-3 6-4                          | Betty Rosenquest Pratt                  |               |                     |
| 2 luglio  | New Jersey State Championships 1944 Hackensack, USA Singolare - Doppio                  | Lilian Lopaus Norma Taubele Barber 6-3 4-6 9-7        | Helen Rihbany Betty Grimes Stokum       |               |                     |
| 9 luglio  | New York State Championships 1944 Brooklyn, USA Singolare - Doppio                      | Norma Taubele Barber 10-8 6-4                         | Connie Clifton                          |               |                     |
| 9 luglio  | New York State Championships 1944 Brooklyn, USA Singolare - Doppio                      |                                                       |                                         |               |                     |
| 10 luglio | Western Championships 1944 Neenah, USA Terra rossa Singolare - Doppio                   | Pauline Betz 6-1 6-2                                  | Dorothy Bundy Cheney                    |               |                     |
| 10 luglio | Western Championships 1944 Neenah, USA Terra rossa Singolare - Doppio                   | Mary Arnold Prentiss Dorothy Bundy Cheney 6-3 6-2     | Pauline Betz Marilyn McCrory            |               |                     |
| 15 luglio | Eastern New York Championships 1944 Montclair, USA Terra rossa Singolare - Doppio       | Norma Taubele Barber 6-1 6-2                          | Helen Germaine                          |               |                     |
| 15 luglio | Eastern New York Championships 1944 Montclair, USA Terra rossa Singolare - Doppio       | Gloria Evans Doris Hart 7-5 6-3                       | Norma Taubele Barber Lilian Lopaus      |               |                     |
| 16 luglio | River Forest Invitational 1944 Chicago, USA Terra rossa Singolare - Doppio              | Mary Arnold Prentiss 9-7 6-4                          | Dorothy Bundy Cheney                    |               |                     |
| 16 luglio | River Forest Invitational 1944 Chicago, USA Terra rossa Singolare - Doppio              | Mary Arnold Prentiss Dorothy Bundy Cheney 6-0 6-4     | Nancy Corbett Shirley Fry               |               |                     |
| 16 luglio | River Forest Invitational 1944 Chicago, USA Terra rossa Singolare - Doppio              | Doppio misto: Shirley Fry Willam Talbert 6-4 6-2      | Mary Arnold Nick Buzolich               |               |                     |
| 23 luglio | Pennsylvania & Eastern States Championships 1944 Haverford, USA Erba Singolare - Doppio | Pauline Betz 6-2 6-3                                  | Virginia Wolfenden Kovacs               |               |                     |
| 23 luglio | Pennsylvania & Eastern States Championships 1944 Haverford, USA Erba Singolare - Doppio | Pauline Betz Peggy Welsh 6-4 3-6 6-3                  | Helen Rihbany Virginia Wolfenden Kovacs |               |                     |
| 29 luglio | Lake Placid Championships 1944 New York, USA Terra rossa Singolare - Doppio             | Louise Ganzenmuller 6-4 6-8 6-1                       | Nancy Norton                            |               |                     |
| 29 luglio | Lake Placid Championships 1944 New York, USA Terra rossa Singolare - Doppio             | Louise Ganzenmuller Helen Raymond 6-1 6-0             | Philip Hawk Nancy Norton                |               |                     |
| 29 luglio | Lake Placid Championships 1944 New York, USA Terra rossa Singolare - Doppio             | Doppio misto: Louise Ganzenmuller August Ganzenmuller |                                         |               |                     |
| 30 luglio | Seabright Invitational 1944 Seabright, USA Erba Singolare - Doppio                      | Pauline Betz 6-2 2-6 6-3                              | Margaret Osborne                        |               |                     |
| 30 luglio | Seabright Invitational 1944 Seabright, USA Erba Singolare - Doppio                      | Louise Brough Margaret Osborne 6-2 6-3                | Pauline Betz Doris Hart                 |               |                     |

## Agosto
| Settimana | Torneo                                                                          | Vincitore                                                     | Finalista                                    | Semifinalisti | Eliminati ai quarti |
| --------- | ------------------------------------------------------------------------------- | ------------------------------------------------------------- | -------------------------------------------- | ------------- | ------------------- |
| 6 agosto  | French Closed Championships 1944 Parigi, Francia Singolare - Doppio             | Raymonde Veber-Jones 6-4 6-7 ?                                | Jacqueline Patorni                           |               |                     |
| 6 agosto  | French Closed Championships 1944 Parigi, Francia Singolare - Doppio             | Genevieve Grosbois Mme Claude Manescau 6-0 2-6 6-2            | Henriette Morel-Deville Jacqueline Marcellin |               |                     |
| 6 agosto  | French Closed Championships 1944 Parigi, Francia Singolare - Doppio             | Doppio misto: Suzanne Pannetier Antoine Gentien 6-3 7-5       | Jacqueline Patorni Paul Féret                |               |                     |
| 8 agosto  | Delaware State Womens Invitational 1944 Wilmington, USA Erba Singolare - Doppio | Margaret Osborne 11-13 6-2 6-2                                | Louise Brough                                |               |                     |
| 8 agosto  | Delaware State Womens Invitational 1944 Wilmington, USA Erba Singolare - Doppio | Louise Brough Margaret Osborne 3-6 7-5 (sospesa per oscurità) | Pauline Betz Doris Hart                      |               |                     |
| 13 agosto | Eastern Grass Court Championships 1944 Rye, USA Erba Singolare - Doppio         | Louise Brough 6-3 6-1                                         | Pauline Betz                                 |               |                     |
| 13 agosto | Eastern Grass Court Championships 1944 Rye, USA Erba Singolare - Doppio         | Louise Brough Margaret Osborne 6-4 2-6 6-4                    | Pauline Betz Doris Hart                      |               |                     |
| 20 agosto | Longwood Bowl 1944 Brookline, USA Singolare - Doppio                            | Pauline Betz 6-4 6-3                                          | Louise Brough                                |               |                     |
| 20 agosto | Longwood Bowl 1944 Brookline, USA Singolare - Doppio                            | Louise Brough Margaret Osborne 6-2 10-8                       | Pauline Betz Doris Hart                      |               |                     |
| 20 agosto | US National Negro Championships 1944 New York, USA Singolare - Doppio           | Roumania Peters 6-1 2-6 6-4                                   | Lillian van Buren                            |               |                     |
| 20 agosto | US National Negro Championships 1944 New York, USA Singolare - Doppio           | Roumania Peters Mary Peters 6-1 6-0                           | Anita Grant Ora Washington                   |               |                     |

## Settembre
| Settimana    | Torneo                                                                            | Vincitore                                               | Finalista                     | Semifinalisti | Eliminati ai quarti |
| ------------ | --------------------------------------------------------------------------------- | ------------------------------------------------------- | ----------------------------- | ------------- | ------------------- |
| settembre    | Nova Scotia Wargwottin Club Championships 1944 Halifax, Canada Singolare - Doppio | Anita Reid 6-2 9-1                                      | Jamesie Crease                |               |                     |
| settembre    | Nova Scotia Wargwottin Club Championships 1944 Halifax, Canada Singolare - Doppio | Jamesie Crease Mickey Garten 6-2 4-6 6-4                | Anita Reid Ruth Miller        |               |                     |
| 4 settembre  | U.S. National Championships 1944 New York, USA Erba Singolare - Doppio            | Pauline Betz 6-3, 8-6                                   | Margaret Osborne              |               |                     |
| 4 settembre  | U.S. National Championships 1944 New York, USA Erba Singolare - Doppio            | Louise Brough Margaret Osborne 4-6, 6-4, 6-3            | Pauline Betz Doris Hart       |               |                     |
| 24 settembre | Pacific Southwest Championships 1944 Los Angeles, USA Singolare - Doppio          | Pauline Betz 6-4 6-3                                    | Margaret Osborne              |               |                     |
| 24 settembre | Pacific Southwest Championships 1944 Los Angeles, USA Singolare - Doppio          | Louise Brough Margaret Osborne 6-4 6-3                  | Pauline Betz Mary Arnold      |               |                     |
| 24 settembre | Pacific Southwest Championships 1944 Los Angeles, USA Singolare - Doppio          | Doppio misto: Louise Brough Robert Kimbrell 4-6 6-3 6-4 | Margaret Osborne Bill Talbert |               |                     |

## Ottobre
| Settimana  | Torneo                                                                                      | Vincitore                                               | Finalista                           | Semifinalisti | Eliminati ai quarti |
| ---------- | ------------------------------------------------------------------------------------------- | ------------------------------------------------------- | ----------------------------------- | ------------- | ------------------- |
| 1º ottobre | Pacific Coast Championships 1944 Berkeley, USA Cemento Singolare - Doppio                   | Margaret Osborne 8-6 3-6 8-6                            | Louise Brough                       |               |                     |
| 1º ottobre | Pacific Coast Championships 1944 Berkeley, USA Cemento Singolare - Doppio                   | Louise Brough Margaret Osborne 6-4 6-3                  | Phyllis Hunter Daphne Bucknell      |               |                     |
| 1º ottobre | Pacific Coast Championships 1944 Berkeley, USA Cemento Singolare - Doppio                   | Doppio misto: Margaret Osborne Ensign Amark 6-4 2-6 7-5 | Virginia Wolfenden Kovacs Tom Brown |               |                     |
| 16 ottobre | Pan American International Championships 1944 Città del Messico, Messico Singolare - Doppio | Pauline Betz 6-1 7-5                                    | Margaret Osborne                    |               |                     |
| 16 ottobre | Pan American International Championships 1944 Città del Messico, Messico Singolare - Doppio | Louise Brough Margaret Osborne 14-12 6-0                | Pauline Betz Mary Arnold Prentiss   |               |                     |
| 16 ottobre | Pan American International Championships 1944 Città del Messico, Messico Singolare - Doppio | Doppio misto: Margaret Osborne Bill Talbert 6-3 6-4     | Mary Arnold Prentiss Armando Vega   |               |                     |

## Novembre
| Settimana | Torneo                                                                                | Vincitore                                           | Finalista                                | Semifinalisti | Eliminati ai quarti |
| --------- | ------------------------------------------------------------------------------------- | --------------------------------------------------- | ---------------------------------------- | ------------- | ------------------- |
| novembre  | Argentina International Championships 1944 Buenos Aires, Argentina Singolare - Doppio | Felissa Piedrola 3-6 13-11 6-1                      | Maria Teran de Weiss                     |               |                     |
| novembre  | Argentina International Championships 1944 Buenos Aires, Argentina Singolare - Doppio | Felissa Piedrola Denise Zappa 6-3 2-6 6-3           | Sofia de Abreu Analia Obarrio de Aguirre |               |                     |
| novembre  | Argentina International Championships 1944 Buenos Aires, Argentina Singolare - Doppio | Doppio misto: Sofia de Abreu Renato Achondo 8-6 6-2 | Felissa Piedrola Augusto Zappa           |               |                     |

## Dicembre
Nessun evento